# Horace Smirk
Sir Frederick Horace Smirk, genannt Horace Smirk, (* 1902 in Accrington, Lancashire; † 18. Mai 1991 in Dunedin) war ein britischer Mediziner, der sich mit Bluthochdruck und dessen medikamentöser Therapie befasste.

## Leben
Smirk studierte Medizin an der Victora University of Manchester mit dem Bachelorabschluss (in Medizin MB und Chirurgie ChB) 1925 mit Bestnoten und dem M.D. Abschluss 1927 (für den er die Goldmedaille der British Medical Association erhielt). Im selben Jahr wurde er Mitglied des Royal College of Physicians. Er ging mit einem Stipendium nach Wien und danach nach London an das University College, wo er von Thomas Lewis beeinflusst wurde. 1935 wurde er Professor für Pharmakologie in Kairo, wo sein Interesse an Bluthochdruck begann. 1940 wurde er Professor an der Medical School der University of Otago in Dunedin in Neuseeland. 1960 wechselte er auf eine Forschungsprofessur und wurde außerdem Direktor des Wellcome Medical Research Institute. 1968 ging er in den Ruhestand.
1949 stieß er auf der Suche nach potentiellen Mitteln gegen Bluthochdruck als Gastprofessor am Hammersmith Hospital in London auf Hexamethonium, ein Medikament das zwar schwere Nebenwirkungen hatte, aber wie Smirk zeigte als Blutdrucksenker einsetzbar war, und ebnete so den Weg für effektivere Medikamente mit weniger Nebenwirkungen.
1965 erhielt er den Canada Gairdner International Award. 1958 wurde er geadelt. 1961 wurde er Ehrendoktor des Hahnemann Medical College (Drexel University) und 1975 der University of Otago. 1987 erhielt er die Silbermedaille des Medical Research Council of New Zealand.
Er war seit 1931 mit Aileen Bamforth verheiratet und hatte drei Söhne und eine Tochter.

## Schriften
- High arterial pressure, Blackwell Scientific Publ., 1958